# Bulgaria en los Juegos Olímpicos de Atenas 1896
Bulgaria estuvo representada en los Juegos Olímpicos de Atenas 1896 por un deportista que compitió en gimnasia.  
El equipo olímpico búlgaro no obtuvo ninguna medalla en estos Juegos.